# Epiphyllum floribundum
Az Epiphyllum floribundum a kaktuszfélék családjába tartozó természetes intergenerikus hibrid, amely a kutatások szerint valamely Epiphyllum-faj és az Disocactus macranthus között jött létre.

## Elterjedése
Peru, Yanamono, 100 km-re, északkeletre Iquitostól.

## Jellemzői
A hajtásainak töve hengeres keresztmetszetű, 20–140 mm hosszú, átmérője 5–6 mm. A szárak felső része lapított, hosszuk 500 mm-nél is hosszabb lehet, 30–50 mm szélesek, fogazottan karéjosak, a középér kiemelkedő. Areolái 15–25 mm távolságban fejlődnek, töviseket általában csak a szár hengeres tövi részén hordoznak. A tövisek 1–5 mm hosszúak, sárgásbarnák. Tölcsér alakú virágai éjjel nyílnak, de nyitva maradnak a következő napon is, 90–120 mm hosszúak, 80–100 mm átmérőjűek. A tölcsér 55–65 mm hosszú, olívazöld színű, némi rózsaszínes árnyalattal, kopasz pikkelyek borítják. A külső virágszirmok rózsás-narancssárga színűek, zöldes árnyalattal, a belső szirmok sárgásfehérek, a porzók világossárgák, a bibe fehér. Termése megnyúlt tojásdad alakú, 20–23 mm hosszú rózsaszín bogyó, magjai 1,9×1,3 mm nagyságúak.

## Rokonsági viszonyai
Bauer (2003) és Hunt et al. (2006) szerint minden bizonnyal egy jelölési hiba vezetett e taxon leírásához, mely sokkal inkább tűnik egy Disocactus macranthus és az Epiphyllum nemzetség egy fajának hibridjének, mint egy természetes fajnak Peru esőerdeiből.